# William S. Fulton
William Savin Fulton, född 2 juni 1795 i Cecil County, Maryland, död 15 augusti 1844 i Little Rock, Arkansas, var en amerikansk demokratisk politiker. Han representerade delstaten Arkansas i USA:s senat från 18 september 1836 fram till sin död.
Fulton utexaminerades 1813 från Baltimore College. Han deltog i 1812 års krig. Han återupptog efter kriget sina juridikstudier och inledde 1817 sin karriär som advokat i Gallatin, Tennessee.
Fulton var Arkansasterritoriets sista guvernör 1835-1836. När Arkansas 1836 blev delstat, valdes Fulton och Ambrose H. Sevier till de två första senatorerna.
Fultons grav finns på Mount Holly Cemetery i Little Rock. Fulton County, Arkansas har fått sitt namn efter William Savin Fulton.